# Сабов Василь Михайлович
Василь Михайлович Сабов (нар. 22 травня 1938, Свобода) — український живописець; член Спілки художників України з 1970 року.

## Біографія
Народився 22 травня 1938 року в селі Свободі (тепер Берегівський район Закарпатської області, Україна). 1959 року закінчив відділення декоративного розпису Ужгородського училища прикладного мистецтва (викладачі Микола Медвецький, Федір Манайло, Ернест Контратович, Антон Шепа).
Живе в Ужгороді, в будинку на вулиці Заньковецької № 4, квартира 36.

## Творчість
Серед робіт:
- «Ткаля» (1998);
- «Вечірня пісня» (1999);
- «Таня» (2000);
- «Пізня осінь» (2001);
- «Гуцульський натюрморт» (2009);
- «Початок дня» (2015).